# 鄧樹榮
鄧樹榮，MH（英語：Tang Shu-wing，1959年8月14日－），舞台劇導演，演員及戲劇教育家。從事專業劇場工作三十年，其作品超過60部，包括話劇、無言劇、舞劇及歌劇。媒體譽之為「香港最具才華的劇場導演之一」(法國文化協會東西譚) 及「簡約劇場煉金術師」 (Metropop)。 

## 生平簡介
鄧樹榮在木屋區及徙置區成長，父母來自廣東。中學時期開始參加舞台劇活動。於80年代初成為執業律師，但仍醉心於舞台藝術，先後學習默劇，太極及戲曲基本功，最後往法國留學 (1986-92)，對形體劇場、舞蹈藝術及視覺藝術產生濃厚興趣。
鄧氏的作品經典及原創參半，其倡導的「從身體出發的簡約美學」，是香港當代劇場的重要品牌。他於2021年獲香港藝術發局頒發「傑出藝術貢獻獎」，以表揚他過去多年的卓越成就。
創作及教學
1993-96年，與何應豐成立「剛劇場」，創作了《冇爺生？有乸教！》及《離地375米又如何》等多個劇目。
「無人地帶」
1997年創立劇團「無人地帶」，致力探索真人與木偶的多媒體表達形式，成為當時劇場的一支新力軍。主要作品包括《三級女子殺人事件 》(1997)，《真面目 》(1998) 、《解剖二千年》(1999)，《我們互不相識的一小時 》(2000) 、《生死界》(2002) 及《死亡實驗室》 (2002) 。
90年代末開始修習瑜伽，回歸簡約，領悟到劇場乃透過自我發現而實踐人生的藝術。簡約使鄧氏的作品開始成熟。而多元的文化背景及修養，更讓他擁有一種融匯傳統與當代的獨特性。
2003年憑《陽光站長》奪得香港舞台劇獎最佳男主角獎 (悲/正劇) 。
香港演藝學院戲劇學院
2004年，鄧氏出任香港演藝學院戲劇學院講師，短短五年間晉升至高級講師，編劇及導演系主任及戲劇學院院長。他期內執導的《菲爾德》(2005) 、《哈姆雷特》(2006) 、《帝女花》(2007) 及《魔方變奏》(2010)，以身體作為情感的載體，不但培養了大批新演員，並憑《菲爾德》、《哈姆雷特》及《魔方變奏》奪得香港舞台劇獎最佳導演獎 (悲/正劇)。在校期間獲美國卡耐基大學(University of Carnegie Mellon) 邀請，執導高行健的《彼岸》，又獲新加坡「戲劇盒」(Drama Box) 邀請，執導林春蘭的《後代》，再獲日本導演會邀請，往東京主持工作坊，將其創作及訓練方法傳至海外。
「鄧樹榮戲劇工作室」
2011年，鄧氏離開香港演藝學院，成立「鄧樹榮戲劇工作室」，致力於跨界別及跨文化的創作，進一步把香港戲劇帶上國際舞台。他的無言動作喜劇《打轉教室》(中國內地稱為《教室也瘋狂 》)，在歐亞共九個城市上演127場，觀眾達二萬五千人。他執導的舞劇《舞．雷雨 》，榮獲2013年「香港舞蹈年獎」三項大獎 (「最值得表揚劇作指導獎」、「最值得表揚編舞獎」及「最值得表揚女舞蹈員獎」)，先後巡演北京、上海、廣州、南京、台北及新加坡多個城市。其後，他以粵語演繹莎士比亞的《泰特斯》及《馬克白》，分別在2012及2015年登上倫敦的「環球劇場 」。《馬克白》於2017年在歐洲三個藝術節共六個城市巡演， 並於2019年改名為《麥克白的悲劇》，獲香港政府邀請，於大灣區(深圳及廣州)、「香港節2019──藝匯上海 」、香港駐武漢經貿辦專場及台北「香港周」上演。他的另一莎劇《泰特斯2.0》，首演於2009年，將簡約美學及形體劇場發揮到極致，巡演歐亞多個城市，至今仍然活躍於不少國際藝術節。鄧氏2015年為香港藝術節導演的歌劇《大同》，於2017年被選為香港回歸20周年在倫敦亮相的重點節目。
他曾與北京的白光劇社合作，執導希臘劇《安提戈涅》(2016) 及美國劇《戈登的手機》(2018)，前者巡演國內多個城市，並獲國家大劇院邀請在其小劇場演出。
他創作之餘仍活躍於教學，分別於2018年及2021年兩度為香港演藝學院執導歌劇《荷夫曼的故事》及《伊多美尼奧》。
2021年，他先後在香港執導了《兩夫妻》，《超自然之戀》及全女班無言莎劇《李爾王》，不斷探討形體美學如何應用在不同風格的劇場作品。
2022年五月即將為香港歌劇院執導歌劇《波希米亞人》。
「鄧樹榮戲劇工作室」於2019年被香港藝術發展局選為「優秀藝團」，成業界典範。並與香港藝術中心合作於2020年十一月舉辦首屆香港國際莎劇節 (因疫情延至2022年秋天)，成為透過莎士比亞共同的文化遺產向國際展現香港劇場精英的里程碑。
鄧氏扶掖後進亦不遺餘力，於2014年成立「專業形體戲劇青年訓練課程」，至今已培育超過二百人。
公益活動
鄧氏熱心公益，曾任市政局、康樂及文化事務署、香港藝術發展局榮譽顧問及西九文化區諮詢會委員。他現為香港舞蹈團的榮譽藝術顧問，香港藝術中心節目委員會及港台文化委員會委員。他亦積極投入社區劇場，2019年獲香港賽馬會慈善信託基金支持，在香港羅湖女子懲教署以戲劇為在囚人士作更生活動。

## 劇場作品

#### 導演
- 《巴黎公社興亡錄》(1993年)
- 《鴨蛋街（烏龍）殺人事件》(1993年)
- 《月黑風高殺人夜》(1994年)
- 《回歸線上的邊緣獨白》(1995年)
- 《禿頭女高音》(1995年)
- 《小男人拉大琴》(1995年)
- 《誰愛在誰人下面》(1996年)
- 《吝嗇鬼》(1996年)
- 《一餐為維多利亞港而擺的喜酒》(1997年)
- 《上海之夜》(1997年)
- 《三級女子殺人事件》(1997年)
- 《真面目》(1998年)
- 《解剖二千年》(1999年)
- 《我的殺人故事》(1999年)
- 《遊戲古城》(1999年)
- 《夜探王屋》(2000年)
- 《我們互不相識的一小時》(2000年)
- 《香港之役 － 活在背叛愛的時代》(2001年)
- 《煉金術士》(2001年)
- 《生死界》（粵語版）(2002年)
- 《死亡實驗室》(2002年)
- 《那個看見聲音的她》(2002年、2005年)
- 《日落前後的兩三種做愛方式》(2003年)
- 《生死界》（英語版）(2003年)
- 《人、椅、龜》(2004年、2005年)
- 《新中國的無人地帶》(2004年)
- 《慾望輪回》(2005年)
- 《蜘蛛女之吻》(2005年)
- 《菲爾德》(2005年、2007年)
- 《哈姆雷特》(2006年)
- 《帝女花》(2007年)
- 《一拍兩散偷錯情》(2008年)
- 《彼岸》(2008年)
- 《例外與常規》(2008年)
- 《泰特斯》(2008年、2012年)
- 《帝女花》（舞蹈版）(2009年)
- 《魔方變奏》(2010年)
- 《亞瑟王》(2009年)
- 《後代》(2010年)
- 《打轉教室》(2011年－2015年)
- 《完不了的最後一課》(2012年)
- 《舞。雷雨》(2012年, 2013年, 2015年, 2017年, 2019年)
- 《菲爾德2.0 ──慾望與謊言》(2015年)
- 《大同》(2015年、2017年)
- 《馬克白》(2015年-2019年)
- 《安提戈涅》(2016年、2017年)
- 《戰爭惡法》(2017年)
- 《舞。雷雨 /香君。夢 》(2017年)
- 《我點解要係Steve Jobs?》(2017年)
- 《戈登的手機》(2018年)
- 《荷夫曼的故事》(2018年)
- 《死人的手機》(2019年)
- 《伊多美尼奧》(2021年)
- 《兩夫妻》(2021年)
- 《超自然之戀》(2021年)
- 《李爾王》(2021年)

#### 演出
- 《冇爺生？有乸教！》(1993年)
- 《離地三百七十五米又如何》(1993年、1994年)
- 《與安狄的晚餐》(1993年)
- 《咖喱雞》(1994年)
- 《無人地帶》(1996年)
- 《夢都市》(1998年)
- 《陽光站長》(2002年)
- 《代理阿媽教》（普通話版）(2003年)
- 《創世記》 [舞蹈] (2005年)
- 《海達.珈貝璐》(2014年)
- 《你為甚麼不是Steve Jobs?》(2014年)

#### 形體指導
- 《審判》(1993年)
- 《 一僕二主》(1995年)

### 電影
- 《湄公河的兒子／Le Fils du Mékong （页面存档备份，存于）》(1991年)
- 《等候董建華發落》(2001年)
- 《告別》（2021年）
- 《給我1天》（2022年）

## 著作

### 2001年
- 《生與死三部曲之劇場探索》
- 《梅耶荷德表演理論：研究及反思 》

### 2004年
- 《合成美學：鄧樹榮的劇場世界》，作者：陳國慧，小西

### 2014年
- 《泰特斯：簡約美學與形體劇場》
- 《打轉教室--完全出於好奇》

### 2016年
- 《書寫塞納河開始————我對劇場的思辨與演繹 》

## 獎項

### 1993年
- 塔什干國際戲劇節優異演繹獎
- 香港舞台劇獎優異另類演出獎

### 1997年
- 亞洲文化協會謝普誠獎助金

### 2003年
- 香港舞台劇獎最佳男主角獎 (悲/正劇)

### 2006, 07及11年
- 三屆香港舞台劇獎最佳導演獎 (悲/正劇)

### 2007年
- 香港特區政府民政事務局局長嘉許獎狀
- 法國文化部「藝術及文學軍官勳章」

### 2008年
- 香港藝術發展局藝術成就獎(戲劇)

### 2010年
- 《瞄》雜誌「文化大件事」獎

### 2012年
- 廣州南方都市報「深港生活大獎」之「年度藝文人物獎」
- 香港特區政府行政長官社區服務獎狀

### 2013年
- 香港舞蹈年獎「最值得表揚劇作指導獎」
- 香港藝術發展局「年度最佳藝術家獎」(戲劇)
- 香港嶺南大學榮譽院士

### 2015年
- 被英國Debrett's選為香港100個最有影響力的其中一人

### 2017年
香港演藝學院榮譽院士

### 2018年
羅馬尼亞Undercloud Festival卓越獎

### 2019年
香港藝術中心「藝術榮譽獎」

### 2020年
香港特區政府榮譽勳章

### 2021年
香港藝術發局「傑出藝術貢獻獎」

## 外部連結
- TANG SHU-WING THEATRE STUDIO （页面存档备份，存于）
- 鄧樹榮戲劇工作室 Tang Shu-wing Theatre Studio的Facebook專頁
- 邓树荣戏剧工作室的新浪微博
- YouTube上的Tang Shu-wing Theatre Studio 鄧樹榮戲劇工作室頻道
- 鄧樹榮在香港影庫上的簡介
- 香港2020年度授勳及嘉獎名單